# Loris Zanchi
Loris Zanchi (Artena, 3 ottobre 1916 – Roma, 16 ottobre 1989) è stato un attore italiano.

## Filmografia parziale

### Cinema
- Una forca per un bastardo, regia di Amasi Damiani (1968)
- Vogliamo i colonnelli, regia di Mario Monicelli (1973)
- Il delitto Matteotti, regia di Florestano Vancini (1973)
- Il padrone e l'operaio, regia di Steno (1975)
- Un cuore semplice, regia di Giorgio Ferrara (1977)
- Il testimone (Le Témoin), regia di Jean-Pierre Mocky (1978)
- Io tigro, tu tigri, egli tigra, regia di Renato Pozzetto e Giorgio Capitani (1978)
- Il medium, regia di Silvio Amadio (1980)
- Prestami tua moglie, regia di Giuliano Carnimeo (1980)
- Il minestrone, regia di Sergio Citti (1981)
- I fichissimi, regia di Carlo Vanzina (1981)
- No grazie, il caffè mi rende nervoso, regia di Lodovico Gasparini  (1982)
- Dio li fa poi li accoppia, regia di Steno (1982)

### Televisione
- Tenente Sheridan – serie TV, episodio Paura delle bambole (1967)
- All'ultimo minuto – serie TV, un episodio (1971)
- La pietra di luna – miniserie TV (1972)
- Qui squadra mobile – miniserie TV (1973)
- Il nero muove – miniserie TV (1977)
- Diario di un giudice – miniserie TV (1978)